# شامیل گیتینوف
شامیل گیتینوف (روسی: Шамиль Идрисович Гитинов؛ زادهٔ ۴ ژوئیهٔ ۱۹۸۹ در مخاچ‌قلعه) یک کشتی‌گیر در رشته کشتی آزاد داغستانی‌الاصل اهل ارمنستان است که در مسابقات قهرمانی کشتی اروپا در مجموع برندهٔ ۱ مدال نقره، ۱ مدال برنز شده‌است.